# Neobisium brevipes
Espèce
Synonymes
- Blothrus brevipes Frivaldsky, 1865

Neobisium brevipes est une espèce de pseudoscorpions de la famille des Neobisiidae.

## Distribution
Cette espèce est endémique de Roumanie.

## Description
Le mâle décrit par Novák en 2014 mesure 2,75 mm et la femelle 3,44 mm.

## Systématique et taxinomie
Cette espèce a été décrite sous le protonyme Blothrus brevipes par Frivaldsky en 1865. Elle est placée dans le genre Neobisium par Beier en 1932.
Neobisium brevipes montanum a été élevée au rang d'espèce par Novák en 2014.

## Publication originale
- Frivaldsky, 1865 : Adatok a magyarhoni barlangok faunájához. Mathematikai és Természettudományi Közlemények, Vonatkozólag a Hazai Viszonyokra, vol. 3, p. 17-53 (texte intégral).